# Der Rote Mantel (Ballett)
Der Rote Mantel ist ein Ballettstück in 3 Akten frei nach Garcia Lorca von der Choreografin Tatjana Gsovsky. Die Uraufführung fand am 1. Oktober 1954 im Theater des Westens (Städtische Oper) statt.
Die Musik stammt von Luigi Nono.

## Handlung
1. Akt
Im Hause Don Perlimplins, eines älteren, schon etwas kindisch gewordenen Mannes, der nie die Liebe kennengelernt hat, ist die Dienerin Marcolfa damit beschäftigt, die Kleider ihres Herrn auf einer lebensgroße Puppe zu ordnen. Während sie Don Perlimplin beim Ankleiden hilft, geht Belisas Mutter über die Straße und verschwindet in der Türe unter dem Balkon ihres Hauses, auf dem Belisa selber erscheint. Die junge Schöne singt ein Lied von ungestillter Sehnsucht nach Glück und Liebe. Marcolfa macht ihren Herrn auf Belisa aufmerksam und gibt ihm genaue Anweisungen, wie er seine Werbung vorzubringen habe. Perlimplin, den die Liebe wie ein Blitz getroffen hat, erklärt Belisa seine Zuneigung. Marcolfa und Belisas Mutter führen die beiden zusammen; die Verlobung ist beschlossen. Allein geblieben, tanzt Perlimplin, zwischen Angst und Hoffnung schwankend, einen wirren Liebestanz.
2.Akt
Perlimplin und Belisa betreten, von Marcolfa geführt, das Hochzeitsgemach, aber der schüchterne Perlimplin trifft keine Anstalten, sich ihr zu nähern. Belisa schläft schließlich enttäuscht ein. Zwei Kobolde ziehen einen Schleier über die Szenerie. Es bleibt offen, ob die folgenden Vorgänge Traum oder Wirklichkeit sind. Ein Zentaur, ein Mann und ein Mörder umwerben Belisa, die schließlich in einem symbolischen Akte erstochen wird. Die Kobolde nehmen den Schleier fort, Perlimplin erwacht als Gehörnter mit einem riesigen Geweih auf dem Kopfe.
3. Akt
Perlimplin schreibt Belisa einen Brief und verkleidet sich mit Hilfe eines großen roten Mantels als Torero. Er will, da ihn die Liebe aufgerüttelt und so recht eigentlich erst zu einem fühlenden Menschen gemacht hat, auch Belisa des Glückes der Liebe und damit der menschwerdung teilhaftig werden lassen. Sein Plan gelingt. Belisa erkennt den verkleideten Perlimplin nicht und eilt, ebenfalls von der Liebe in ihrem Innersten aufgerührt, dem vermeintlichen Torero nach. Als ihr Perlimplin ohne Verkleidung entgegentritt, stürzt sie verzweifelt zu Boden. Selig vor Glück küsst er die Spuren ihrer Tränen von seinen Fingern; denn Belisas Liebe gilt ja ihm, auch wenn sie einen anderen in ihm zu sehen glaubt. Sie gesteht ihm ihre Liebe zu dem Unbekannten. Er spielt ihr eine Eifersuchtskomödie vor und eilt fort, den fremden Mann im roten Mantel zu erstechen. Belisas Hilferufe kommen zu spät: eine in den roten Mantel eingewickelte Gestalt fällt ihr in die Arme. Sie legt sich den riesigen blutigroten Mantel um die Schultern und geht langsam davon. Die Gestalt der Dienerin Marcolfa bedarf einer besonderen Deutung. Sie wird im ersten Akt durch einen hochgewachsenen Mann, im zweiten Akt durch ein Kind dargestellt. Sie nimmt also von Akt zu Akt an körperlichen Volumen ab, und zwar in dem Maße, wie mit der Menschwerdung Perlimplins seine Abhängigkeit von der Dienerin geringer wird.

## Darsteller der Uraufführung
- Erwin Bredow
- Gisela Deege
- Lilo Herbeth
- Gerd Heruth
- Eric Canso
- Manfred Taubert
- Rainer Köchermann
- Gert Reinholm
- Irene Salomon
- Fred Kaindl
- Egbert Strolka
- ein Kind

## Musikfolge
- Introduzione (1. Akt)
- Perlimplín erscheint
- Lied der Belisa
- Wirrer Liebestanz
- Tanz der Enttäuschung Belisas
- Nacht: Tanz der Liebhaber (2. Akt)
- 1. Ein Zentaurus
- 2. Ein Jüngling
- 3. Ein Akrobat
- 4. Ein Mörder
- Perlimplíns Aufwachen und Lied Perlimplíns
- Perlimplín schreibt einen Brief (3. Akt)
- Der rote Mantel erscheint zum ersten Mal
- Serenade
- Der rote Mantel erscheint zum zweiten Mal
- Ein Verfolgungstanz
- Belisas Leid und Liebe zu dem roten Mantel
- Todestanz des roten Mantels
- Liebesgesang der Belisa Composizione per orchestra Nr. 1